# Kornelis Kuipers
Kornelis Kuipers (Scharmer, 21 april 1908 – 26 november 1980) was een Nederlands politicus van de VVD.
Hij werd geboren in de gemeente Slochteren als zoon van Jan Kuipers (1876-1956; landbouwer) en Kornelia Tepper (1878-1962). Hij deed de hbs in Sappemeer en werd in 1927 volontair bij de gemeentesecretarie van Slochteren. Twee jaar later ging hij werken bij de provinciale griffie van Groningen waar hij in 1936 bevorderd werd tot 1e klerk  en later commies zou worden. Tijdens de Tweede Wereldoorlog heeft hij gevangen gezeten in een kamp in Wegeleben. Na de bevrijding keerde Kuipers terug naar Nederland en werd op 24 mei 1945 door de Districts Militaire Commissaris benoemd tot tijdelijk/waarnemend burgemeester van Noorddijk. Een jaar later werd hij daar benoemd tot burgemeester. Hij was aanvankelijk een partijloos burgemeester en werd in 1955 lid van de VVD. Begin 1961 volgde zijn benoeming tot burgemeester van Slochteren wat hij tot zijn pensionering in mei 1973 zou blijven. Daarnaast was hij vanaf midden 1968 een half jaar waarnemend burgemeester van Noorddijk. Kuipers overleed eind 1980 op 72-jarige leeftijd.